# Ребекка (роман)
«Ребекка» (англ. Rebecca) — роман английской писательницы Дафны Дюморье, опубликованный в 1938 году. Он сразу принёс писательнице популярность и считается одной из её лучших работ, а также одним из лучших детективных романов всех времен. Большая её часть была написана в Александрии, где Дюморье в то время находилась с мужем.
В 2000 году роман получил Премию Энтони и назван лучшим романом столетия.

## Сюжет
Безымянная главная героиня, после смерти родителей, устраивается работать компаньонкой к богатой и вульгарной  миссис Ван Хоппер. Сопровождая её, она отправляется на Лазурный Берег, в Монте-Карло и случайно знакомится с британским аристократом по имени Максимилиан де Винтер (англ. Maximilian de Winter), владельцем удивительно красивого поместья Мэндерли, что в Корнуолле. Поначалу новый знакомый кажется главной героине слишком мрачным и замкнутым: год назад в результате трагичного случая он потерял свою жену Ребекку, которая погибла, плавая на яхте. Однако во время встреч и прогулок с де Винтером по окрестностям Монте-Карло девушка понимает, что ей интересно его общество. Между героями зарождается симпатия, и после непродолжительного ухаживания Максимилиан делает предложение руки и сердца. Девушка соглашается выйти за него замуж, несмотря на заверения циничной миссис Ван-Хоппер, что он вовсе не любит её, а лишь ищет спасения от одиночества в своём огромном поместье.
После свадьбы новобрачные приезжают в Мэндерли, где новоиспечённая миссис де Винтер сразу же сталкивается с презрительным и враждебным отношением к ней со стороны экономки, миссис Дэнверс. Также она чувствует себя неуверенно и неловко среди слуг, которые продолжают выполнять приказания покойной, следуя заведённым в доме привычкам и ритуалам, готовить еду по её вкусу, расставлять цветы так, как привыкла Ребекка, топить камины в тех комнатах и в то время дня, когда она проводила там время.
Героиня страдает от неуверенности в себе и полагает, что образ Ребекки ей трудно будет изгладить и из памяти мужа.
Ребекка, по слухам, не только отличалась выдающейся красотой, но и была отличной хозяйкой, умела держаться в обществе, ходила под парусом на яхте и устраивала пышные приёмы в Мэндерли, сама вела весь дом. Героиня же терзается от собственной неловкости, застенчивости, неумения знакомиться с людьми и боится слуг.
В Мэндерли всё напоминает о погибшей Ребекке: повсюду находятся её вещи, в западном крыле дома нетронутыми сохраняются её комнаты. Постепенно новобрачная начинает думать, что не в силах соперничать с умершей женой Максима, что тот любит последнюю по-прежнему и даже жалеет о скоропалительной свадьбе. Трещиной в их отношениях становится случай, произошедший во время костюмированного бала, организованного в Мэндерли впервые после смерти Ребекки. По совету миссис Дэнверс главная героиня заказывает к торжеству платье, в котором изображена одна из представительниц рода де Винтеров на картине, висящей в холле дома. Позже оказывается, что точно такое же платье надевала Ребекка на своём последнем балу. Героиня понимает, что именно миссис Дэнверс сыграла с ней злую шутку, желая отомстить новобрачным за то, что Максим запретил принимать в поместье двоюродного брата Ребекки, Джека Фавелла. На следующий день после бала между нею и главной героиней происходит сцена, во время которой экономка рассказывает о своей роли в жизни Ребекки: она знала её с тех пор, как та была ещё ребёнком, и сопровождала её всю жизнь. Миссис Дэнверс убеждает героиню в том, что она ничтожна по сравнению со своей предшественницей, а де Винтер никогда не будет счастлив в браке с нею. Она чуть не толкает девушку на самоубийство, повторяя, что без её присутствия в этом доме всем будет лучше. Бедняжку спасает разорвавшаяся в туманном небе ракета — сигнал бедствия посланный севшим на мель пароходом. Она отрезвляет их обеих.
Пароход, с которого послали ракету, сел на мель в заливе прямо возле Мэндерли. Чтобы оценить ущерб, на дно залива спускают водолаза, обнаружившего ещё одну находку, куда более ужасную. Этой находкой оказывается яхта, а на полу каюты лежит скелет человека. Все факты говорят о том, что это останки Ребекки, однако Максим уже опознал свою погибшую супругу в теле, выброшенном на берег вскоре после случившейся трагедии. Новость о новом скелете будоражит Мэндерли и всю округу. Де Винтер решает открыть жене всю правду о своих отношениях с её предшественницей. По его словам, он никогда не любил Ребекку, а сама Ребекка не любила никого. Под её блестящей внешностью и великолепными манерами скрывалось настоящее чудовище, жестокая, развратная и порочная женщина. Максим утверждает, что методом провокации Ребекка вынудила его убить её. Яхта не утонула сама, натолкнувшись на рифы: её вывел в море и потопил вместе с трупом именно он, а сам спасся, добравшись до берега на ялике. Узнав страшную правду, главная героиня не отдаляется от супруга-убийцы — наоборот, узнав о том, что он никогда не любил Ребекку, но любит её, ещё больше сближается с ним.
Начинается расследование. Яхту поднимают со дна залива вместе со скелетом, который опознают как Ребекку. Становится очевидным, что, скорее всего, совершено было убийство, однако против Максима нет никаких улик. Преступление было совершено ночью, свидетелей произошедшего найти не удаётся, в результате суд и присяжные выносят вердикт: Ребекка кончила жизнь самоубийством, пробив отверстия в обшивке яхты и открыв кингстоны. Однако данный вердикт не удовлетворяет кузена Ребекки, того самого Фавелла, с которым хозяин Мэндерли находится в крайне неприязненных, даже враждебных отношениях. Приехав, он говорит, что якобы был любовником Ребекки, и обвиняет де Винтера в её убийстве. В качестве доказательства он предъявляет записку, которую получил от Ребекки в день её смерти. Информация, содержащаяся в записке, по мнению Фавелла, свидетельствует о том, что женщина не имела никаких мотивов для совершения самоубийства.
В комнате Ребекки удаётся найти записную книжку, куда она заносила все назначенные встречи. В день, когда случилась трагедия, она встречалась с неким доктором Бейкером. Разыскав врача, Максим, его жена, Фавелл и полицейский судья Артур Джулиан отправляются в городок, где на данный момент живёт Бейкер, не так давно перебравшийся туда из Лондона. Во время встречи врач вспоминает о том, что в тот день к нему приходила женщина, назвавшаяся именем миссис Дэнверс (Ребекка предпочла не называть настоящей фамилии); описание внешности Ребекки совпадает с тем описанием, которое даёт он. Вдобавок он упоминает, что у неё был рак в неоперабельной стадии.
Роман заканчивается тем, что де Винтеры возвращаются в Мэндерли. Девушка думает о том, что теперь им необходимо забыть прошлое, начать жизнь с чистого листа, оставив всю эту страшную историю далеко позади. Останавливаясь по дороге в одном из лондонских ресторанчиков, Максим делает звонок Фрэнку, своему другу и управляющему. Тот рассказывает, что незадолго до звонка из поместья неожиданно исчезла экономка. Мужчина встревожен этой новостью, но жена его рада, считая, что с уходом миссис Дэнверс из дома уйдут и все воспоминания, связанные с Ребеккой. Подъезжая к усадьбе, герои видят на горизонте алое зарево, хотя для зари ещё рано. Постепенно свет заливает весь небосвод. Супруги останавливаются, выходят из машины и, стоя на вершине холма, смотрят вниз. Это оказывается не заря. Это горит Мэндерли.
За весь роман имя главной героини ни разу не произносится и остаётся неизвестным.

### Обвинения в плагиате
Вскоре после публикации романа «Ребекка» в Бразилии критик Альваро Линс и многие читатели отметили большое сходство между книгой Дафны дю Морье и книгой бразильской писательницы Каролины Набуко «Наследница» (порт. A sucessora), выпущенной за четыре года до этого. Сюжет книги Набуко рассказывает о девушке Марине, которая выходит замуж за богатого вдовца Роберто Стина после того, как погибла его жена Алиса, и постепенно Марине начинает казаться, что Алиса вовсе не погибла, и она всё время чувствует её присутствие в доме Стинов. Сама сюжетная линия про вторую жену, ощущающую странное присутствие предыдущей, в целом не была нова даже в случае с Набуко, так как подобная сюжетная линия была придумана намного раньше ещё в романе «Джейн Эйр» Шарлоты Бронте. Нина Ауэрбах в своей книге «Дафна дю Морье — Заколдованная Наследница» утверждает, что дю Морье могла прочесть «Наследницу», когда рукопись той была направлена в Англию для публикации (потому что в Великобритании «Наследница» была издана в том же издательстве, в котором позже была издана и «Ребекка»), а потом написала на её основе свой бестселлер. Сама Дю Морье категорически отвергала всякие обвинения в плагиате и копировании, а её издатель заявил, что сюжет «Ребекки» имеет мало общего с «Наследницей».

## Адаптации
Михаэль Кунце и Сильвестр Левай написали мюзикл «Ребекка», который был поставлен в Вене в 2006 году и в Москве 3 года спустя.

### Экранизации
- 1940 — «Ребекка» Альфреда Хичкока с Лоренсом Оливье и Джоан Фонтейн в главных ролях. Голливудский морально-этический кодекс кинопроизводителей требовал, чтобы в фильмах убийца никогда не оставался безнаказанным за совершённое преступление, поэтому сценарий расходится с романом в том, что смерть Ребекки представлена у Хичкока несчастным случаем.
- 1962 — телефильм «Ребекка» (США)
- 1964 — боливудский фильм «Kohraa» (Туман) Бирена Нага с Вахидой Рехман в главной роли (Индия).
- 1979 — фильм производства Би-би-си с Джереми Бреттом, Джоанной Дэвид в главных ролях (Великобритания).
- 1991 – вольной экранизацией «Ребекки» является аргентино-итальянская теленовелла «Мануэла, вторая часть которого практически полностью основана на сюжете романа.
- 1997 — английский телевизионный мини-сериал «Ребекка» Джима О’Брайана с Эмилией Фокс в главной роли (Великобритания).
- 2008 — мини-сериал «Ребекка» Риккардо Милани с Алессио Бони и Кристианы Капотонди в главных ролях (Италия)[6]
- 2008 — боливудский фильм «Анамика[англ.]» Ананта Махадевана с Дино Мореа, Минишей Ламбой, Коэной Митрой в главных ролях (Индия).
- 2009 — телевизионный фильм «Noorpur Ki Rani» Хаиссама Хуссаина (Пакистан).
- 2020 — фильм Netflix Ребекка с Лили Джеймс и Арми Хаммером в главных ролях.

### Продолжение романа
Крис Симмонс, автор статьи «Леди из Килмарта», основанной на интервью, которое писательница дала в 1977 году, утверждает, что однажды к Дафне дю Морье обратился некий американский писатель (писательница), попросивший разрешение написать продолжение её романа «Французова Бухта». Дю Морье незамедлительно телеграфировала ответ, в котором отказала писателю. Она была категорически против такой деятельности писателей, как создание сиквелов произведений других писателей, особенно ныне живущих. Такая категоричность со стороны писательницы, тем не менее, не помешала её наследникам дать разрешение американской писательнице Салли Бауманн на написание сиквела романа «Ребекка». Книга вышла в 2001 году под названием «История Ребекки» (англ. Rebecca's Tale). До этой книги, в 1993 году издательством был опубликован роман «Миссис Де Винтер. Продолжение романа Дафны дю Морье „Ребекка“» английской писательницы Сьюзан Хилл.